# Stolnica Castelsardo
Stolnica v Castelsardu (italijansko Concattedrale di Sant'Antonio abate) je stolnica v mestu Castelsardo na severu Sardinije v Italiji in je posvečena svetemu Antonu Puščavniku. Leta 1503 je postala sedež škofa Ampuriasa. Leta 1839 je bila škofija Ampurias združena s škofijo Tempio, škofovski sedež pa se je preselil v stolnico Tempio, ko je škofija v Castelsardu postala sostolnicaa, kot je ostala do danes škofija Tempio-Ampurias.

## Zgodovina
Cerkev Sant'Antonio je leta 1503 postala sedež škofovskega stola Ampuriasa. Sedanja stavba izhaja iz prenov, izvedenih med letom 1597, po naročilu škofa Giovannija Sanne, in 18. stoletjem. Posvetitev templja je leta 1622 opravil škof Passamar.

## Opis
Stavba, ki slogovno združuje elemente katalonske gotike in renesančnega klasicizma, stoji v zgodovinskem središču mesta Castelsardo, na panoramski legi s pogledom na morje. Navzven jo zaznamuje predvsem visok zvonik, pokrit s kupolo iz majolike.
Notranjost s tlorisom latinskega križa je sestavljena iz ene same banjasto obokane ladje, stranskih kapel in transepta, v slednjem so še vedno freske, ki jih pripisujejo Andrei Lussu, najbolj znanemu manierističnemu slikarju na Sardiniji. Obok na stičišču ladje s transeptom je križno obokan, tvorijo ga štirje snopasti stebri z izklesanimi kapiteli. Kor je dvignjen in zaprt z marmornato balustrado. Apsida z zvezdastim križnim obokom ima štirikoten tloris in hrani marmorni veliki oltar iz leta 1810, v katerem prevladuje slika Madone z otrokom, sedeča na prestolu, ki jo je v 15. stoletju naslikal umetnik, znan kot mojster Castelsardo. Zanimivi so tudi nekateri leseni oltarji in orgle iz 18. stoletja, ki so na empori na zahodni fasadi.
Številna dela sakralne umetnosti lahko občudujemo tudi v kletnih prostorih stolnice, ki je nekaj let služila kot škofijski muzej; med drugim se spominjamo nadangela sv. Mihaela mojstra iz Castelsarda, ki je skupaj z Madono glavnega oltarja in drugimi ploščami prvotno sestavljal retabel.

## Galerija
- Desna fasada
- Zvonik
- Prižnica
- Madona na prestolu z detetom (15. stoletje)